# USS Columbia (1836)
Pour les autres navires du même nom, voir USS Columbia.
L’USS Columbia est une frégate de l’US Navy lancé en 1836.